# A Sticky Affair (film 1916)
A Sticky Affair è un cortometraggio muto del 1916 diretto da Will Louis e interpretato da Oliver Hardy.